# Army Men Green Rogue
Army Men: Green Rogue (Army Men: Omega Soldier  в Европе) — видеоигра, разработанная и изданная The 3DO Company для PlayStation 2 и PlayStation.
Особенности шутера в аркадном стиле делают игровой процесс немного отличающимся от предыдущих игр.

## Сюжет
Игра происходит параллельно Army Men: Sarge's Heroes, Зелёные создают Омега-солдата, вы принимаете на себя роль этого генетически модифицированного супер солдата, состоящего из ДНК, скрещённая со всех членов коммандос отряда Браво. Когда Омега-солдат переносится с научного объекта с помощью вертолёта на учебный объект, где он попадает в засаду боевиков Тана. Теперь он в одиночку вынужден бороться со всеми силами армии Тана.

## Отзывы
| Сводный рейтинг | Сводный рейтинг |
| Агрегатор       | Оценка          |
| --------------- | --------------- |
| GameRankings    | 37,86 %         |
| Metacritic      | 39/100          |

Army Men: Green Rogue получил «неблагоприятные» обзоры, согласно агрегатору обзоров Metacritic.